# Kachō Hirotada
Le prince Kachō Hirotada (華頂宮博忠王, Kachō-no-miya Hirotada-ō) du Japon, né le 26 janvier 1902 - décédé le 24 mars 1924, est un membre de la branche collatérale de la famille impériale du Japon.

## Biographie
Le prince Hirotada est le deuxième fils du prince Fushimi Hiroyasu. Sa mère est Tokugawa Tsuneko, 9e fille de Tokugawa Yoshinobu, dernier shogun Tokugawa. Il succède à son père à la tête de la maison impériale Kachō-no-miya en 1904 alors qu'il n'a que deux ans.
Le prince Kachō fréquente l'école des pairs Gakushūin. Il fait partie de la 49e promotion de l'Académie navale impériale du Japon en 1918 et en sort premier sur 176 cadets. Le prince Asaakira Kuni est l'un de ses camarades de classe. Il effectue son devoir d'aspirant sur le croiseur Yakumo. En janvier 1922, il sert pendant une séance obligatoire en tant que membre de la Chambre des pairs de la Diète du Japon et retourne dans la Marine impériale japonaise en mai de la même année en tant que sous-lieutenant. Il est affecté sur le cuirassé Mutsu. En 1923, il fréquente les écoles d'artillerie navale et de torpilles. Il sert ensuite sur le croiseur Isuzu. En 1924, il est promu lieutenant et élevé au rang de Grand Cordon de l'Ordre du chrysanthème. Alors qu'il sert sur l'Isuzu il tombe malade et doit être hospitalisé à l'hôpital naval de Sasebo dans la préfecture de Nagasaki où il meurt.
Sa mort en 1924 entraîne l'extinction de la branche Kachō-no-miya.
Cependant, afin de préserver le nom Kachō-no-miya et d'assurer que les rites familiaux et ancestraux corrects soient pratiqués, le 3e fils du prince Fushimi Hiroyasu donne son accord à une réduction de son statut, de membre la maison impériale au rang de pair dans le cadre du système kazoku puis est renommé marquis Kachō Hironobu.

## Source de la traduction
- (en) Cet article est partiellement ou en totalité issu de l’article de Wikipédia en anglais intitulé « Prince Kachō Hirotada » (voir la liste des auteurs).